# 1935 en hockey sur glace
Cette page présente les éléments de hockey sur glace de l'année 1935, que ce soit d'un point de vue rencontres internationales ou championnats nationaux. Les grandes dates des différentes compétitions sont données ainsi que les décès de personnalités du hockey mondial.

## Amérique du Nord

### Ligue nationale de hockey
- Les Maroons de Montréal remportent la Coupe Stanley.

## Europe

### Compétitions internationales
- Les Diavoli Rossoneri Milan remportent la 13e édition de la Coupe Spengler

### Allemagne
- Le SC Riessersee remporte son 2e titre de champion d'Allemagne[1].

### Autriche
- Le EC Klagenfurt AC remporte son 2e titre de champion d'Autriche.

### Belgique
- Le Cercle des Patineurs d'Anvers remporte son 3e titre de champion de Belgique.

### Finlande
- Le Helsinki JK remporte son 3e titre de champion de Finlande.

### France
- Le Stade français remporte son 3e titre de champion de France.

### Italie
- Les Diavoli Rossoneri Milan remportent leur 1er titre de champions d'Italie

### Norvège
- Le SFK Trygg remporte le 1er titre de champion de Norvège.

### Pologne
- Le Czarni Lwów remporte son 1er titre de champion de Pologne.

### Suède
- Le AIK IF remporte son 2e titre de champion de Suède.

### Suisse
- Le HC Davos remporte son 9e titre de champion de Suisse.

## International

### Championnats du monde
- 19 janvier  : début du 9e championnat du monde à Davos, Suisse. Record de participation avec 15 nations présentes.
- 26 janvier : la Suisse remporte le titre européen en vainquant la Tchécoslovaquie 4-0.
- 27 janvier : diminuée par une épidémie de grippe, la Suisse ne peut rien faire face au Canada qui l'emporte 4-2 et empoche son 8e titre mondial[2].